# NGC 2919
NGC 2919 is een balkspiraalstelsel in het sterrenbeeld Leeuw. Het hemelobject werd op 1 februari 1877 ontdekt door de Duitse astronoom Ernst Wilhelm Leberecht Tempel.

## Synoniemen
- UGC 5102
- MCG 2-25-7
- ZWG 63.13
- IRAS09321+1030
- PGC 27232